# Parti démocrate du Terai-Madhesh
Le Parti démocrate du Terai-Madhesh, souvent désigné par l'expression partiellement anglicisée «Terai-Madhesh Loktantrik Party» ou TMLP – en népalais : तराई-मधेश लोकतान्त्रिक पार्टी) – est un parti politique népalais, fondé le 28 décembre 2007.
Présidé par Mahantha Thakur, ancien ministre de la Science et de la Technologie, il dispose de 21 sièges (sur 601) dans l'Assemblée constituante mise en place à la suite du scrutin du 10 avril 2008 :
- 9 députés (sur 240) élus au scrutin uninominal majoritaire à un tour ;
- 11 députés (sur 335) élus au scrutin proportionnel de liste à un tour ;
- 1 député (sur 26) nommé par le gouvernement intérimaire multipartite.

La fondation de ce nouveau parti faisait suite à la démission collective, le 10 décembre précédent, de quatre membres du Parlement intérimaire, qui estimaient que le gouvernement intérimaire multipartite, dirigé par Girija Prasad Koirala, par ailleurs président du Congrès népalais, aurait failli dans sa tâche de maintien de la loi et de l'ordre dans le pays :
- Mahantha Thakur, en dehors de ses fonctions au gouvernement, était député du Congrès népalais ;
- Ram Chandra Raya était député du Parti national démocratique (ou Rastriya Prajatantra Party, RPP) ;
- Mahendra Kumar Yadav était député du Parti communiste du Népal (marxiste-léniniste unifié) – PCN(MLU) ;
- Hridayash Tripathi était député du Nepal Sadbhavana Party (Anandidevi) – NSP(A).

Le 31 décembre 2007, un comité central était constitué, comprenant, outre les quatre députés démissionnaires, 13 autres personnalités.
Le symbole choisi pour représenter le parti sur les bulletins de vote en vue du scrutin du 10 avril 2008, est une paire de bœufs.
Au début du mois d'août 2008, alors que les députés du TMLP avaient soutenu, lors des scrutins des 19 et 21 juillet à l'Assemblée constituante, les candidats maoïstes à la présidence et à la vice-présidence de la République, et tandis que les discussions se poursuivent sur la mise en place d'un gouvernement d'union nationale conduits par les maoïstes, le comité central du parti :
- se prononce contre la participation du TMLP à ce gouvernement,
- tout en affirmant que le nouveau cabinet devrait être dirigé par les maoïstes,
- mais que des membres du Congrès népalais et du Parti communiste du Népal (marxiste-léniniste unifié) devraient y occuper une place importante[5].